# Corte Superior de Justicia de Amazonas
La Corte Superior de Justicia de Amazonas es el tribunal de apelación cuya sede es la ciudad de Chachapoyas, capital del departamento de Amazonas y cuya competencia se extiende a todo el Distrito Judicial de Amazonas. Fue creada el 19 de diciembre de 1935 durante el gobierno de Oscar R. Benavides. Está compuesta por un total de 4 salas superiores que conocen en segunda instancia las sentencias expedidas por los juzgados especializados del distrito judicial.

## Historia
Los inicios de este distrito judicial se remontan al 19 de diciembre de 1935 cuando, por Ley N.º 9397, se creó la Corte Superior de Justicia de Amazonas, la misma que se instaló el 20 de agosto de 1942 bajo la presidencia de Manuel Prado Ugarteche.

## Competencia territorial
Según la organización territorial inicial, las Cortes Superiores tenían competencia territorial en el departamento de su sede, el mismo que se correspondía con un determinado Distrito Judicial. Sin embargo, esta división fue modificándose paulatinamente por razones de cercanía comunicativa. En la actualidad la Corte Superior de Justicia de Amazonas es competente territorialmente sobre las provincias del Departamento de Amazonas. 

## Composición
La Corte Superior de Justicia de Amazonas está conformada por:
- 1 Sala Mixta con sede en Chachapoyas
- 1 Sala Penal con sede en Chachapoyas
- 1 Sala Mixta Descentralizada con sede en Bagua Grande.
- 1 Sala Penal Transitoria con sede en Bagua.

Cada Sala está conformada por tres jueces superiores que, en el Perú, reciben la denominación de "vocales superiores". La reunión de todos los vocales superiores constituyen la "Sala Plena" que es el máximo órgano deliberativo de la Corte Superior.

## Presidente de la Corte Superior
De conformidad con los artículos 38 y 45 de la Ley Orgánica del Poder Judicial, los vocales eligen un Presidente de la Corte Superior. En el caso de Amazonas, la elección se realiza el primer jueves del mes de diciembre cada dos años mediante votación secreta de los vocales superiores titulares.
El actual Presidente de la Corte Superior es el doctor José Camilo Guerrero Céspedes.